# Resident Alien
Resident Alien é uma série de televisão estadunidense de ficção científica, drama e mistério, baseada em uma história em quadrinhos de mesmo nome de Peter Hogan e Steve Parkhouse. Estreou em 27 de janeiro de 2021 no canal Syfy.
Em março de 2021, a série foi renovada para uma segunda temporada.

## Elenco e personagens

### Principal
- Alan Tudyk como o alienígena
- Sara Tomko como Asta Twelvetrees
- Corey Reynolds como Mike Thompson
- Alice Wetterlund como D'Arcy Bloom
- Levi Fiehler como Ben Hawthorne
- Judah Prehn como Max Hawthorne
- Elizabeth Bowen como Liv Baker

### Recorrente
- Ben Cotton como Jimmy
- Meredith Garretson como Kate Hawthorne
- Gracelyn Awad Rinke como Sahar
- Kaylayla Raine como Jay
- Deborah Finkel como Abigail Hodges
- Jenna Lamia como Judy Cooper
- Gary Farmer como Dan Twelvetrees
- Diana Bang como Nurse Ellen
- Mandell Maughan como Lisa Casper
- Alex Barima como Lieutenant David Logan
- Alvin Sanders como Lewis Thompson
- Elvy como Isabelle
- Linda Hamilton como General McCallister
- Michael Cassidy como Ethan Stone

### Convidados
- Nathan Fillion como polvo em um tanque de restaurante
- Terry O'Quinn como Peter Bach
- Giorgio A. Tsoukalos como ele mesmo

## Recepção
No Rotten Tomatoes, a série tem uma taxa de aprovação de 93% com base em 29 críticas, com uma classificação média de 7,66/10. O consenso dos críticos do site diz: "Resident Alien leva um minuto para se estabelecer em sua pele, mas uma vez que o faz, encontra um novo humor em uma estrutura familiar e prova uma vitrine perfeita para as habilidades cômicas singulares de Alan Tudyk". O Metacritic deu à série uma pontuação média ponderada de 70 de 100 com base em 15 avaliações, indicando "críticas geralmente favoráveis".